# سانتل (تگزاس)
سانتل (به انگلیسی: Santel) یک منطقهٔ مسکونی در ایالات متحده آمریکا است که در شهرستان استار، تگزاس واقع شده‌است. سانتل ۴۴ نفر جمعیت دارد.